# Veronica van Binasco

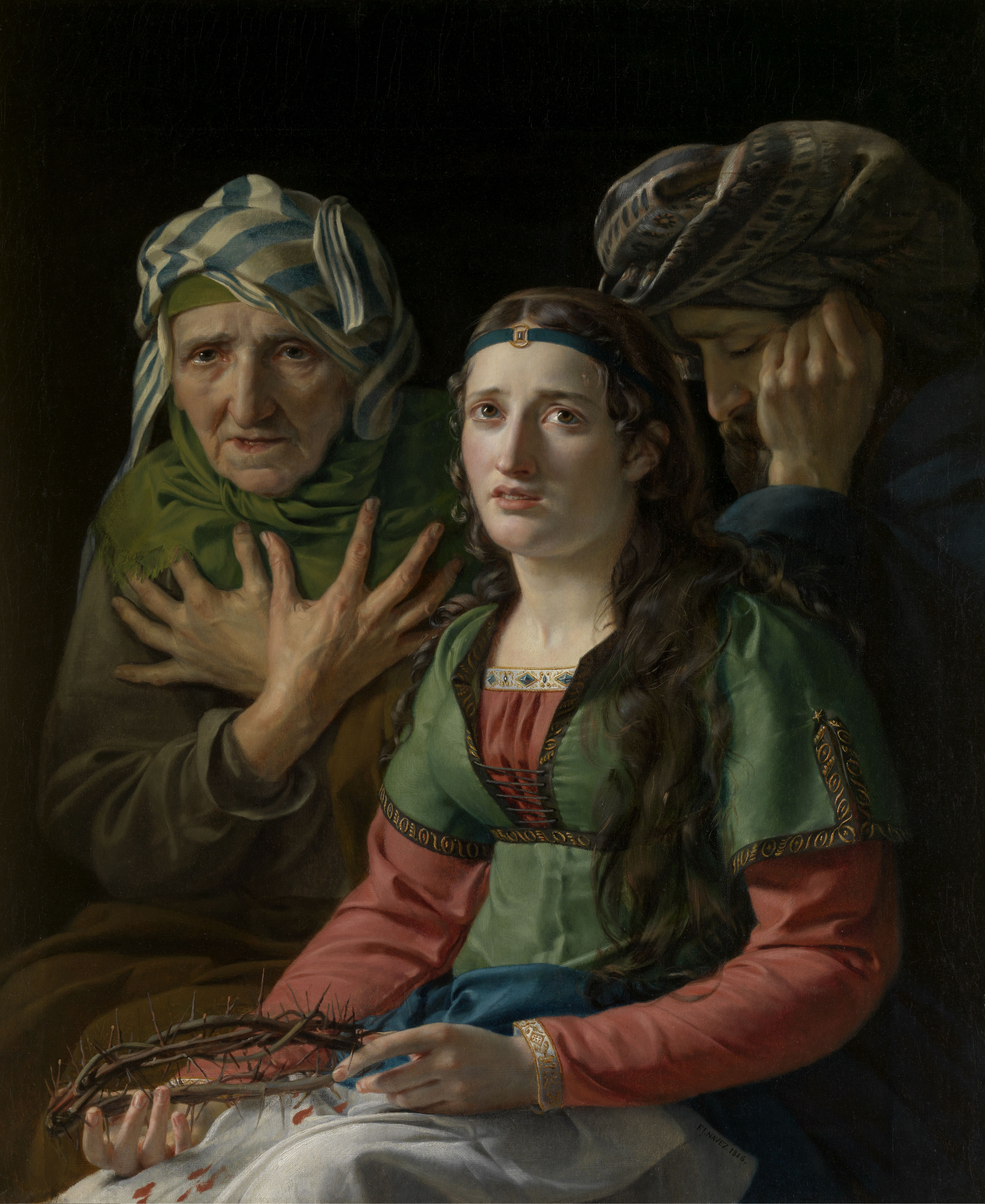
Heilige Veronica van Binasco van François-Joseph Navez - Museum voor Schone Kunsten (Gent)

Veronica van Binasco, geboren als Giovanna Negroni (Binasco, nabij Milaan, Italië, rond 1445 – Milaan, 13 januari 1497) was een Italiaanse augustijner non en mystica. Ze wordt als heilige vereerd in de Rooms-Katholieke Kerk, met haar feestdag op 13 januari.

## Leven
Giovanna Negroni werd geboren in een eenvoudige, vrome boerenfamilie in Binasco, een klein dorpje in Lombardije. Vanwege haar armoedige achtergrond kon ze geen formele opleiding volgen en leerde ze zichzelf lezen om de Heilige Schrift te bestuderen. Haar verlangen naar een toegewijd leven bracht haar ertoe om in 1466 toe te treden tot de orde van de Reguliere Kanunnikessen van Sint-Augustinus in Milaan, waar ze de kloosternaam Veronica aannam.

## Spiritueel leven
Veronica onderscheidde zich door haar nederigheid, gebedsleven en ascese. Ze had een diepe devotie tot de Maagd Maria en werd bekend om haar visioenen en mystieke ervaringen, waarin ze leiding en troost vond in haar relatie met Christus. Haar spirituele eenvoud maakte haar geliefd binnen en buiten het klooster.
Ze was ook actief in het geven van spiritueel advies aan mensen uit alle lagen van de samenleving. Haar wijsheid en deugd werden zo gewaardeerd dat zelfs edelen haar om raad vroegen. Ondanks haar status als mystica bleef ze bescheiden en trouw aan haar taak binnen de kloostergemeenschap.

## Invloed in de kerk
Veronica's eenvoud en diepe spirituele inzichten trokken veel mensen aan. Zowel gewone mensen als leden van de hogere klassen zochten haar op voor raad. Ze had een bijzonder vermogen om troost en richting te bieden aan degenen die worstelden met geloofstwijfels of morele vragen. Haar nadruk op een nederig en liefdevol leven vond weerklank bij veel mensen en versterkte de geestelijke praktijk van haar tijd.
Hoewel ze zelf nooit buiten het klooster predikte, verspreidden haar medezusters en bezoekers haar spirituele leer en reputatie. Haar boodschap, geworteld in vertrouwen op God en de kracht van gebed, inspireerde zowel kloosterlingen als leken.

## Dood en verering
Veronica stierf op 13 januari 1497 in Milaan. Haar leven van eenvoud, gebed en toewijding werd al snel na haar dood gevierd. Paus Leo X verleende haar in 1517 een plaats in de officiële liturgie van de Kerk. Haar heiligverklaring werd in 1749 voltooid door paus Benedictus XIV.

## Nalatenschap
Veronica van Binasco wordt beschouwd als een voorbeeld van nederigheid en toewijding aan God. Ze is de patroonheilige van dienstmeisjes en degenen die strijden tegen armoede en onwetendheid. Haar relieken worden bewaard in de kerk van Sant'Eufemia in Milaan.
- Biblioteca Nacional de España: XX4999045
- Gemeinsame Normdatei: 1122441061
- International Standard Name Identifier: 0000 0001 0262 4974
- Library of Congress Control Number: no2016166984
- Système universitaire de documentation: 202763129
- Virtual International Authority File: 153085882
- WorldCat: E39PBJwD4XcdFrHVMPwHyMDpfq